# Nuku'alofa
Nuku'alofa (även Nukualofa) är huvudstad i staten Tonga. Staden ligger vid ön Tongatapus norra kust. De viktigaste exportvarorna är kopra, bananer, vanilj och hantverk. Nuku'alofa blev huvudstad efter Mu'a. 
Det kungliga slottet och samtliga regeringsbyggnader finns i Nuku'alofa.
År 2006 hade Nuku'alofa 23 658 invånare.

## Historia
Centrala Nuku'alofa består av en liten yta omkring kullen Sia ko Veionga bredvid palatset. Den valdes som bostad av Tu'i Kanokupolu Mumui, landets dåvarande världsliga regent, ungefär år 1795. Det kungliga hovet höll dock hus i Mu'a hos kungafamiljen Tu'i Tonga, vilket innebar att Mu'a då var landets huvudstad, och inte Nuku'alofa.
Nuku'alofa blev inte huvudstad förrän 1845 av George Tupou I. Till en början var det fortfarande en liten by, men den växte över tid. Området direkt öst om byn, Fasi mo e afi, bebyggdes inte förrän 1923. Först efter 1960-talet började staden växa fort, och växer fortfarande, ofta ihop med äldre byar omkring den.
2006 förstördes stora delar av stadens företagsområde i ett uppror

## Transport

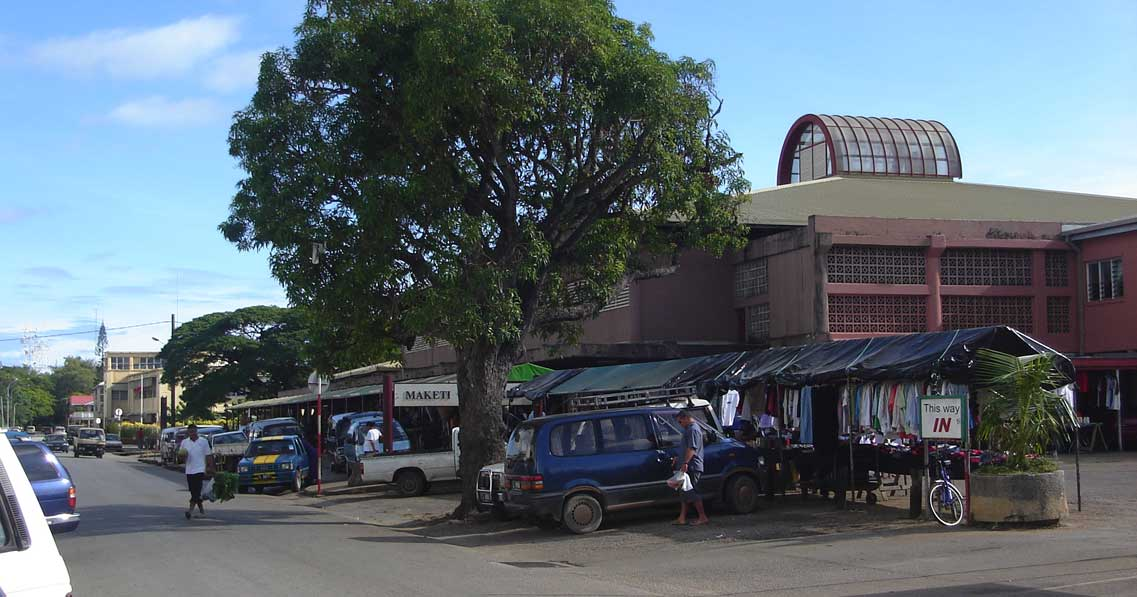
Marknadsplats i Nuku'alofa

Det finns ingen central bussorganisation i staden, utan busschaufförerna kan själva välja när de vill köra, och det finns inga standardiserade tidtabeller. Busspriserna sätts av regeringen med rabatter för skolbarn. Oftast är bussarna fyllda. Även taxipriser sätts av regeringen men bilarna ägs privat av taxichaufförerna.
Hamnen i staden är den enda djupvattenshamnen på ön. 1977 förstördes den internationella hamnen i en jordbävning, men en ny och större sådan har byggts på en annan plats.
35 kilometer från staden ligger Fua'amotos internationella flygplats.